# Stanislav Demovič
Stanislav Demovič (* 20. September 1975 in Trnava) ist ein slowakischer Handballspieler und Handballtrainer.
Der 2,00 m große und 100 Kilogramm schwere rechte Rückraumspieler spielte bei den Vereinen ŠKP Bratislava Ademar León, Águas Santas, Académico Basket Clube (2003) und HK 47 Trnava (2004), bevor er in der Saison 2004/2005 zum Stralsunder HV wechselte, den er nach der Saison 2005/2006 verließ. In der Saison 2006/2007 spielte er bei BM Alcobendas. Ab der Saison 2010/2011 stand er bei BM Guadalajara unter Vertrag. Im Sommer 2014 wechselte er zum deutschen Zweitligisten SV Henstedt-Ulzburg. Nach der Saison 2014/15 wechselte Demovič in die 2. Mannschaft, bei der er als Spielertrainer tätig ist.
Demovič stand mindestens 28 mal im Aufgebot der slowakischen Nationalmannschaft, so auch für die Qualifikation zur Handball-Weltmeisterschaft der Herren 2007.